# Consiglio della Lituania
Il Consiglio della Lituania (in lituano Lietuvos Taryba, in tedesco Litauischer Staatsrat, in polacco Rada Litewska), dopo l'11 luglio 1918, Consiglio di Stato della Lituania (in lituano Lietuvos Valstybės Taryba) fu convocato per la prima volta nella Conferenza di Vilnius che si tenne dal 18 al 23 settembre 1917. I 20 membri del consiglio, all'inizio erano di diversa età, estrazione sociale, professione e orientamento politico. Il consiglio fu riconosciuto come l'organo esecutivo del popolo lituano e a lui fu affidato il compito di stabilire l'indipendenza della Lituania. Il 16 febbraio 1918, i membri del consiglio sottoscrissero l’Atto d'indipendenza della Lituania dichiarò il Paese baltico Stato sovrano basato su principi democratici. Il 16 febbraio si celebra la Giornata della Restaurazione dello Stato Lituano (festeggiamenti particolari hanno avuto luogo in occasione del centenario nel 2018). Il consiglio gestì la proclamazione dell'indipendenza nonostante la presenza di truppe tedesche presenti sul territorio fino all'autunno del 1918 (tanto influenti da spingere porre in essere una monarchia). Dalla primavera del 1919, il consiglio raddoppiò numericamente. Quest'organo proseguì i propri sforzi di creare un'Assemblea Costituente (in lituano Steigiamasis Seimas) radunatasi per la prima volta il 15 maggio 1920.

## Contesto storico e Conferenza di Vilnius
Dopo l'ultima spartizione della Confederazione polacco-lituana nel 1795, la Lituania divenne parte dell'Impero russo. Durante il XIX secolo, i polacchi e i lituani tentarono di raggiungere l'indipendenza. I tentativi più significativi si ebbero con la rivolta di Novembre nel 1830 e la rivolta di Gennaio nel 1863, ma le opportunità più concrete si profilarono durante la prima guerra mondiale. Nel 1915, l'Impero tedesco occupò la Lituania nel raggiungere la Russia. A seguito della Rivoluzione di Ottobre del 1917, sussistevano tutte le condizioni affinché polacchi e lituani potesse rivendicare l'indipendenza. La Germania, evitando di annettere i due Stati direttamente, cercò di stringere alleanze al fine di costituire unioni commerciali e politiche con i tedeschi.  Alla luce dei negoziati che si stavano per avviare con i russi, i tedeschi permisero la Conferenza di Vilnius, sperando che quest'azione avrebbe portato ad un'indipendenza dei lituani da qualsiasi influenza sovietica in favore dei teutonici. La conferenza, così, fu tenuta tra il 18 e il 23 settembre 1917: il risultato portò a stilare un programma attraverso cui la Lituania avrebbe potuto liberarsi da domini stranieri e le relazioni più o meno strette. Il 21 settembre, i partecipanti alla conferenza elessero i 20 membri del Consiglio della Lituania che avrebbero dovuto guidare in prima persona una dichiarazione d'indipendenza. Le autorità tedesche non permisero di rendere pubblica la risoluzione, ma consentirono al consiglio di andare avanti. Le autorità censurarono i giornali filo-governativi, Lietuvos aidas (Voce della Lituania), evitando così che il consiglio avrebbe potuto godere del sostegno popolare e nutrire meno simpatie per l'Impero tedesco. La conferenza si risolse anche il dubbio sulla creazione di un'Assemblea costituente, la quale avrebbe dovuto essere eletta per agire "in conformità con i principi democratici comuni a tutti i cittadini lituani".

## Rappresentanti

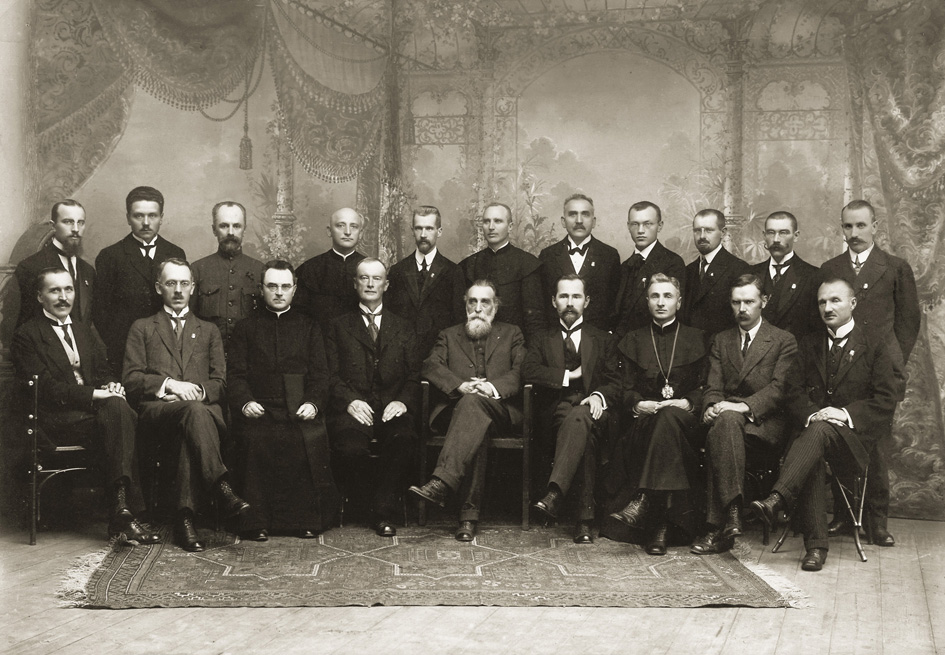
I 20 membri del consiglio del 1918. Jonas Basanavičius, rappresentante di spicco per il suo passato, siede al centro in primo piano ed è quello più anziano con la barba. Antanas Smetona è quello immediatamente alla sua destra

I 20 membri che fecero parte del primo consiglio erano, come detto, di diversa formazione culturale, diversa età (il più giovane aveva 25 anni e il più anziano 66) e differente orientamento politico. Erano, in particolare, otto giuristi, quattro sacerdoti, tre agronomi, due finanzieri, un medico, un editore e un ingegnere. Otto membri erano cristiani democratici e sette non allineati. Solamente un membro aveva conseguito una formazione universitaria. Il rappresentante che è morto più di recente è Aleksandras Stulginskis, spentosi nel settembre del 1969.
Durante il primo incontro del 24 settembre, Antanas Smetona fu eletto come presidente del consiglio. Ad egli si affiancavano due vice-presidenti e due segretari. Questi ultimi cambiarono assai frequentemente, a differenza di Smetona che rimase presidente fino al 1919, anno in cui fu eletto come primo Presidente della Lituania. A Smetona seguì Stasys Šilingas come presidente del consiglio, non più formato da venti membri. La prima modificazione si ebbe il 13 luglio 1918, quando sei nuovi membri (Martynas Yčas, Augustinas Voldemaras, Juozas Purickis, Eliziejus Draugelis, Jurgis Alekna e Stasys Šilingas) furono ammessi e quattro si dimisero (Kairys, Vileišis, Biržiška, Narutavičius). Dalla primavera del 1919, il consiglio era costituito dal doppio dei rappresentanti rispetto a quello iniziale.

## Dichiarazione d'Indipendenza

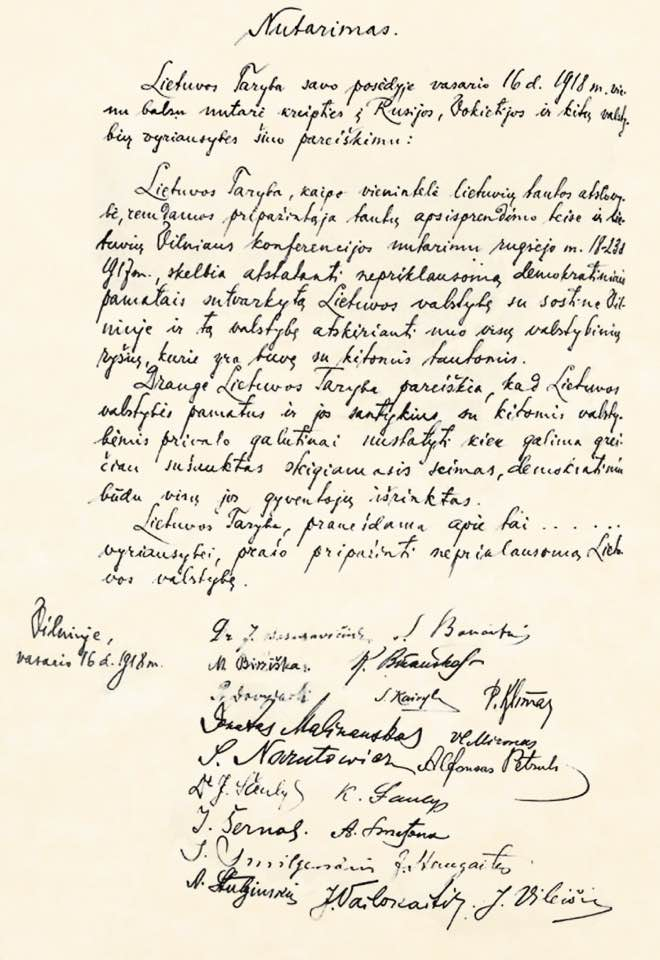
L'Atto d'indipendenza originale scritto a mano dai venti membri e poi firmatari del consiglio

Poco dopo l'elezione dei rappresentanti, si verificarono importanti sviluppi in Russia. La Rivoluzione d'ottobre portò i bolscevichi al potere. Questi firmarono una tregua con l'Impero tedesco il 2 dicembre 1917 e iniziarono ad avviare negoziati di pace. La Germania chiedeva frattanto rapporto sulle intenzioni dei lituani (e soprattutto sui rapporti che intendeva stringere con essa). Nel cosiddetto Protocollo di Berlino, si redasse un atto col quale i teutonici si impegnavano a riconoscere l'indipendenza della Lituania se i baltici avessero stipulato una "alleanza certa e permanente della Lituania", oltre a prevedere convenzioni che concernevano affari militari, trasporti, confini doganali e valuta da adottare. Il consiglio fu d'accordo, sostenendo però come condizione che quest'ultimo avrebbe dovuto occuparsi delle politiche interne e degli affari esteri. I tedeschi rigettarono la proposta. L'11 dicembre, il consiglio adottò la risoluzione con cui si stipulava l'"alleanza certa e permanente" con i tedeschi sulla base delle precedenti convenzioni. Quindici membri votarono a favore, nonostante questa fosse stata poi sottoscritta da tutti e venti.
La Germania venne meno alle sue promesse e non riconobbe lo Stato lituano: di conseguenza, quest'ultimo non fu invitato alle negoziazioni del trattato di Brest-Litovsk. I lituani, inclusi quelli all'estero, disconobbero la dichiarazione dell'11 dicembre. La dichiarazione, vista come troppo filo-tedesca, era un ostacolo alla costituzione di relazioni diplomatiche con Regno Unito, Francia e Stati Uniti, al tempo nemici dei teutonici. L'8 gennaio 1918, lo stesso giorno in cui Woodrow Wilson annunciava i quattordici punti, il consiglio propose degli emendamenti alla dichiarazione dell'11 dicembre per le facoltà di cui disponeva l'Assemblea costituente. Le modifiche furono rigettate dai tedeschi e ciò rese comprensibile come questi ultimi volessero sì l'esistenza del consiglio, ma con funzioni puramente consultive. A questo punto, cinque rappresentanti lituani si dimisero per protesta e svariati altri minacciarono di prendere la stessa decisione. Il 16 febbraio, il consiglio temporaneamente presieduto da Jonas Basanavičius, decise di ri-dichiarare la propria sovranità, stavolta senza menzionare nulla sulle relazioni con i teutonici. Queste scelte di politica estera venivano demandate alla costituente. Il 16 febbraio in Lituania si celebra il giorno della Restaurazione Nazionale.

## Conseguenze
I tedeschi non furono soddisfatti della nuova dichiarazione e chiesero al consiglio di riconsiderare la bozza dell'11 dicembre. Il 3 marzo 1918, fu sottoscritto il trattato di Brest-Litovsk. In esso si dichiarò che i Paesi baltici rientravano nella sfera di influenza tedesca e i russi rinunciavano a qualsiasi rivendicazione territoriale su queste. Il 23 marzo, la Germania riconobbe l'indipendenza della Lituania sulla base della dichiarazione dell'11 dicembre. Nonostante ciò, nulla cambiò nella sostanza sul ruolo del consiglio: ogni sforzo volto a ristabilire un'amministrazione gestita dalla Wehrmacht fu ostacolato. Restava ancora da sciogliere il nodo sulla forma di governo. La Germania, guidata da un kaiser, suggeriva la monarchia. Per questo fu proposta un'unione con la casata prussiana Hohenzollern. Come alternativa, il 4 giugno 1918, il consiglio votò per invitare il Duca Guglielmo di Urach e conte di Württemberg, a divenire re della Lituania. Quest'ultimo accettò e fu eletto re di Lituania come Mindaugas II il 13 luglio 1918. Non mancarono critiche, le quali causarono la dimissione di quattro membri socialisti del consiglio in protesta.
La Germania non riconobbe il nuovo sovrano e le relazioni con il consiglio continuarono a rimanere tese. All'organo governativo non fu permesso determinare i confini territoriali del Paese, stabilire un'ambasciata a Berlino o formare una pubblica amministrazione: ricevette qualche piccolo fondo monetario per coprire le spese nel settembre 1918. La situazione cambiò con la Rivoluzione di novembre del 1918 poco prima della fine Grande Guerra: questa instabilità politica di certo non metteva i tedeschi in una posizione di vantaggio. Pertanto, il 2 novembre il consiglio adottò la prima costituzione provvisoria. La decisione di invitare Mindaugas II fu congelata e poi poco dopo annullata; tale azione ricucì gli strappi politici nati mesi prima. Le funzioni del governo furono presiedute da tre membri, con Augustinas Voldemaras invitato a formare il primo gabinetto di governo. La costituzione di esso arrivò l'11 novembre 1918, data in cui l'Impero tedesco firmò l’armistizio di Compiègne. Il consiglio iniziò ad allestire un esercito, forze di polizia, amministrazioni locali e altre istituzioni. Si tentò di coinvolgere in questo processo anche minoranze ebraiche e bielorusse. Non figuravano donne nel consiglio, sebbene fosse stata presentata una petizione perché fossero presenti (20.000 firme totali).
A causa di diversi conflitti, il processo di formazione politica fu estremamente rallentato (si pensi alla Repubblica Socialista Sovietica Lituana (1918-1919), la RSS Lituano-Bielorussa, la guerra sovietico-polacca e la guerra polacco-lituana). Le prime elezioni libere per eleggere l’Assemblea Costituente Nazionale si tennero nell’aprile del 1920. Il consiglio sarà poi rimpiazzato dal parlamento, Seimas un paio di anni dopo (2 agosto 1922), quando fu adottata la Costituzione della Lituania.